# Olga Borissowna Lepeschinskaja

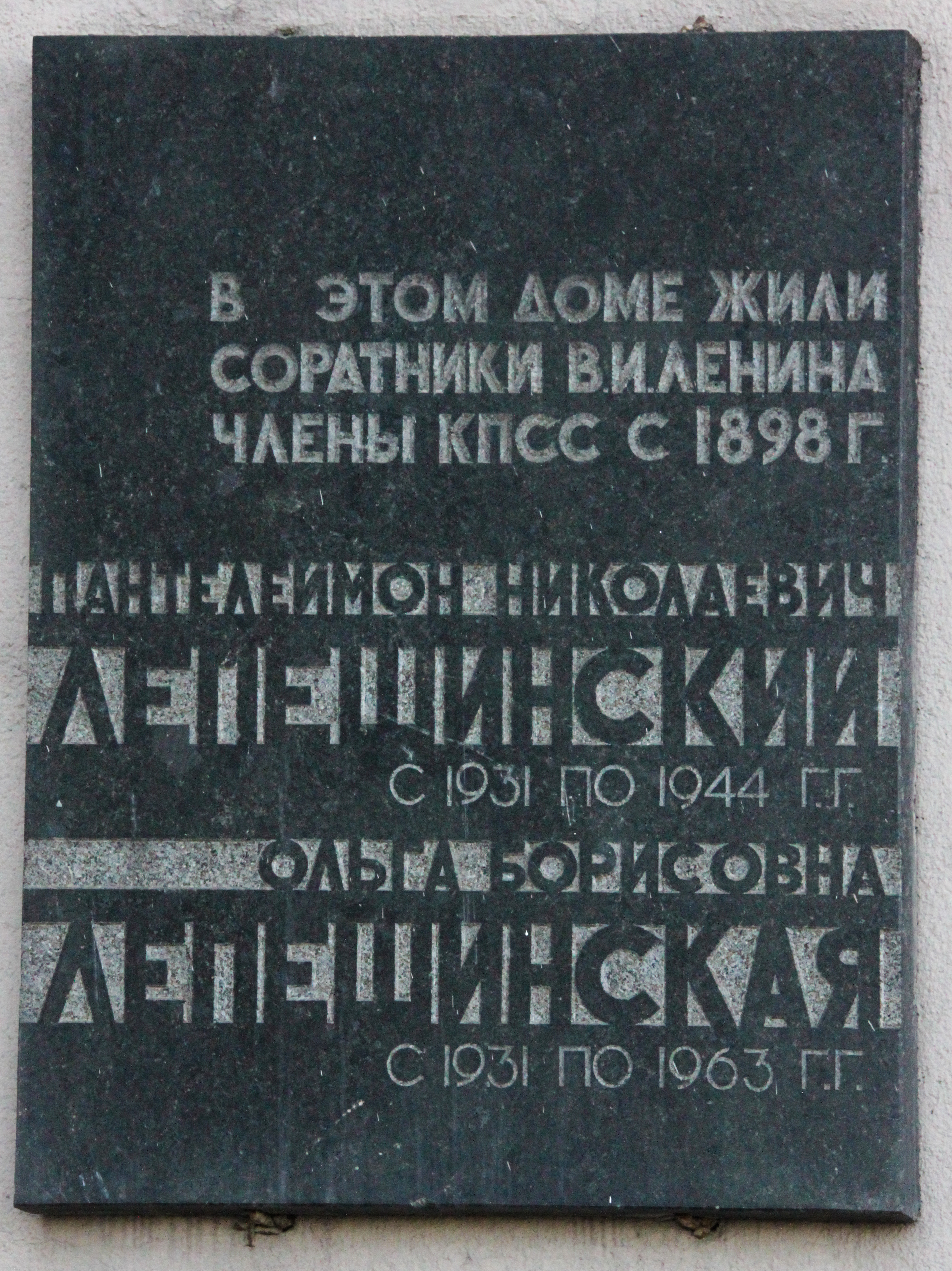

Olga Borissowna Lepeschinskaja (russisch Ольга Борисовна Лепешинская, wiss. Transliteration Olʹga Borisovna Lepešinskaja; * 6. Augustjul. / 18. August 1871greg. in Perm; † 2. Oktober 1963 in Moskau), geborene Protopopowa (russisch Протопопова), war eine russische Bolschewikin, Revolutionärin und Biologin. Zu ihren Unterstützern zählten Stalin, Trofim Lyssenko und Alexander Oparin. Unter anderem war sie eine Anhängerin der Theorie der Urzeugung von Zellen aus einem von ihr so genannten „lebenden Stoff“. Durch die Vermittlung ihrer Unterstützer wurde diese Lehre in den 50er Jahren des zwanzigsten Jahrhunderts auch in Lehrbücher und -pläne übernommen, sowohl in der Sowjetunion als auch in anderen sozialistischen Staaten.

## Leben
Olga Protopopowa war die Tochter eines Mathematiklehrers, der starb, als Olga drei Jahre alt war. In der Folge wurde sie von ihrer Mutter erzogen, die eine erfolgreiche Unternehmerin war. Sie besaß Dampfschiffe auf der Kama und Bergwerke und Fabriken im Ural. Olga Protopopowa ging nach St. Petersburg, um medizinische Kurse für Frauen zu besuchen und schloss sich dort der revolutionären Bewegung an. Im Jahre 1895 wurde eine Gruppe von Revolutionären um Lenin inhaftiert. Einer der Gefangenen, ihr späterer Ehemann Panteleimon Nikolajewitsch Lepeschinski (1868–1944), wurde fortan von ihr betreut. Sie folgte ihm auch in die Verbannung nach Sibirien 1897–1900 und 1902–1903, wo sie ihre revolutionäre Tätigkeit weiter verstärkte und dabei Lenin persönlich kennenlernte. Während der zweiten Verbannung verhalf Olga ihrem Mann zur Flucht in die Schweiz. Im Genfer Exil wurden beide unter Lenins Einfluss zu überzeugten Bolschewisten.
Im Alter von 45 Jahren schloss Olga Lepeschinskaja die Höheren Medizinischen Kurse für Frauen in Moskau ab. Erst nach der Oktoberrevolution konnte sie selbständig forschen, zunächst ab 1920 im histologischen Labor der Moskauer Universität, seit 1924 am neu gegründeten Timirjasew-Institut für Naturwissenschaften und Propaganda der naturwissenschaftlichen Grundlagen des dialektischen Materialismus.

## Wirken
Olga Lepeschinskaja nahm sich vor, Rudolf Virchows These, dass Zellen immer aus Zellen entstehen, zu widerlegen. Die Biogenetische Grundregel Ernst Haeckels erweiterte sie auf Zellen und fand angebliche Beweise, dass Zellen aus von ihr so genanntem „lebenden Stoff“ entstehen könnten. Während Tochter und Schwiegersohn ihre Forschungen später auch aktiv unterstützten, war ihr Ehemann von den von ihr entwickelten Theorien nicht überzeugt. Auch ein Großteil der sowjetischen Biologen befand ihre Methoden und Ergebnisse als fragwürdig. In den 1950er Jahren fand Olga Lepeschinskaja jedoch prominente Unterstützer, insbesondere in Stalin und Lyssenko. Letzterer erhoffte sich unter anderem Unterstützung für seine Thesen zur Umwandlung der Arten durch ihre Theorie vom „lebenden Stoff“.
Als Lepeschinskaja verkündete, dass Soda-Bäder verjüngend wirken würden, führte dies kurzzeitig zu einer Knappheit an Soda. Während diese Behauptung schnell widerlegt wurde, hielt sich die Theorie des „lebenden Stoffs“ noch bis zu ihrem Tod. Tochter und Schwiegersohn, die unterdessen vom Direktor des Instituts für experimentelle Medizin entlassen wurden, unternahmen 1969 noch einen letzten Versuch, die Theorie durch eine neue Veröffentlichung zu rehabilitieren. Zu dieser Zeit gab es jedoch auch schon zahlreiche Artikel und Bücher, die ihre Ergebnisse und Methoden kritisierten.

## Belege
1. ↑  W. Safonow: Aus dem Leben einer großen Biologin. Biographische Skizze über Olga Lepeschinskaja. Verlag Kultur und Fortschritt, Berlin 1954.
2. 1 2 3 4  Laris Shumeiko: Der lebende Stoff und die Umwandlung der Arten – Die „neue“ Zellentheorie von Olga Borisovna Lepešinskaja (1871–1963). In: Uwe Hoßfeld, Rainer Brömer (Hrsg.): Darwinismus und/als Ideologie (= Verhandlungen zur Geschichte und Theorie der Biologie. Bd. 6). VWB – Verlag für Wissenschaft und Bildung, Berlin 2001, ISBN 3-86135-384-9, S. 213–228.
3. 1 2  Yakov Rapoport: The doctors' plot of 1953. Harvard University Press, Cambridge MA 1991, ISBN 0-674-21477-3.
4. ↑  Alexander Kitaigorodski: Magie, Telepathie und allerlei Wunder. Auseinandersetzung mit Pseudowissenschaften (= nl konkret 36, ZDB-ID 49967-5). 2., durchgesehene Auflage. Verlag Neues Leben, Berlin 1979, S. 88–107.